# Heal the World
Heal the World (з англ. «Вилікуй світ») — пісня американського поп-співака Майкла Джексона з його восьмого студійного альбому Dangerous. Також пісня була випущена як шостий сингл з альбому.
У чартах США композиція не мала великого успіху. Але в Європі ця пісня стала другою у Великій Британії, Ірландії та Франції.
Антивоєнний кліп був знятий режисером Джо Піткою, який вже зняв для Джексона кліпи на пісні «Dirty Diana» та «The Way You Make Me Feel». Співак не брав участі у зйомках.

## Історія створення
Ідея пісні з‘явилася у співака у 1989 році. Це була одна із перших пісень, написаних для Dangerous. Під час запису музика і текст писалися одночасно. Також у вступі звучать голоси дітей — Джексон попрохав звукоінженера Метта Форджера записати дітей, граючих на вулиці.

## Благодійний фонд
На конференції 3 лютого 1992 року Майкл розкрив плани відкрити свій благодійний фонд «Heal the World Foundation». Тоді ж він анонсував Dangerous World Tour. Офіційно організація відкрилася у вересні 1992 року.

## Концертні виступи
Вперше Майкл виконав пісню на Dangerous World Tour (1992—1993). У січні 1993 року співак заспівав пісню двічі: на церемонії інаугурації Білла Клінтона та на Super Bowl XXVII. Далі співак виконував пісню на HIStory World Tour (1996—1997). Востаннє пісня прозвучала у 2002, коли Джексон дав благодійний концерт у театрі Аполло. У 2009 Майкл репетирував пісню для This Is It, який було скасовано через смерть співака.